# Salto Encantado (Misiones)
Salto Encantado es un municipio de Argentina ubicado en el departamento Cainguás de la provincia de Misiones. Fue convertida en municipio el 2 de julio de 2020 por medio de la Ley XV - N° 19.

## Localización

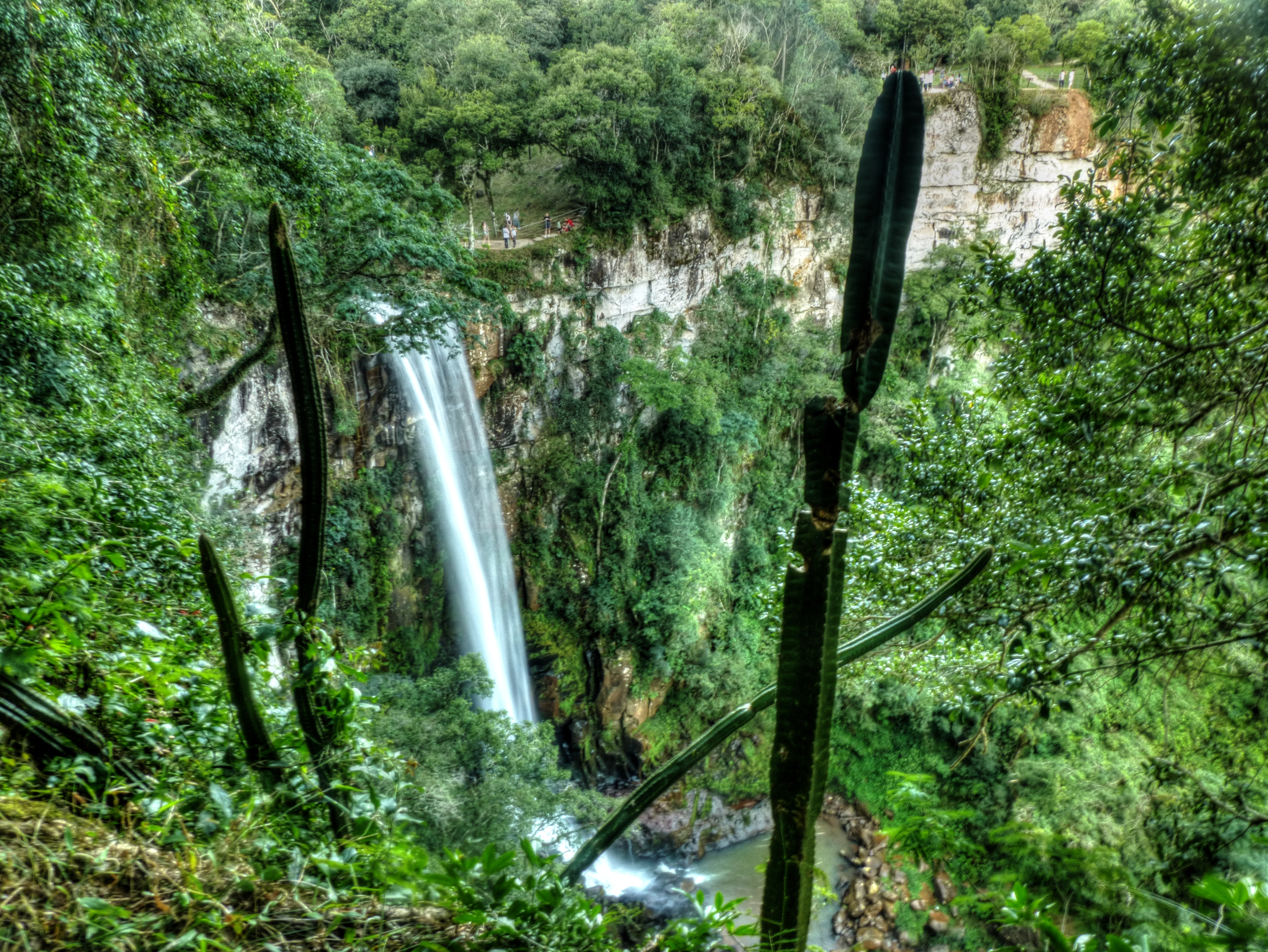
Salto Encantado

La localidad de Salto Encantado, la cabecera del municipio, se encuentra sobre la Ruta Nacional 14 a 5 km al este de la localidad de Aristóbulo del Valle y a 17 km al Suroeste de la localidad de Dos de Mayo.

## Turismo
El atractivo turístico emblema de municipio es el Salto Encantado, en el que se destaca una cascada de agua de unos 60 metros de altura bordeada por una vegetación selvática y es el hábitat de numerosas especies nativas, protegidas por el Parque Provincial.